# Forsnacke

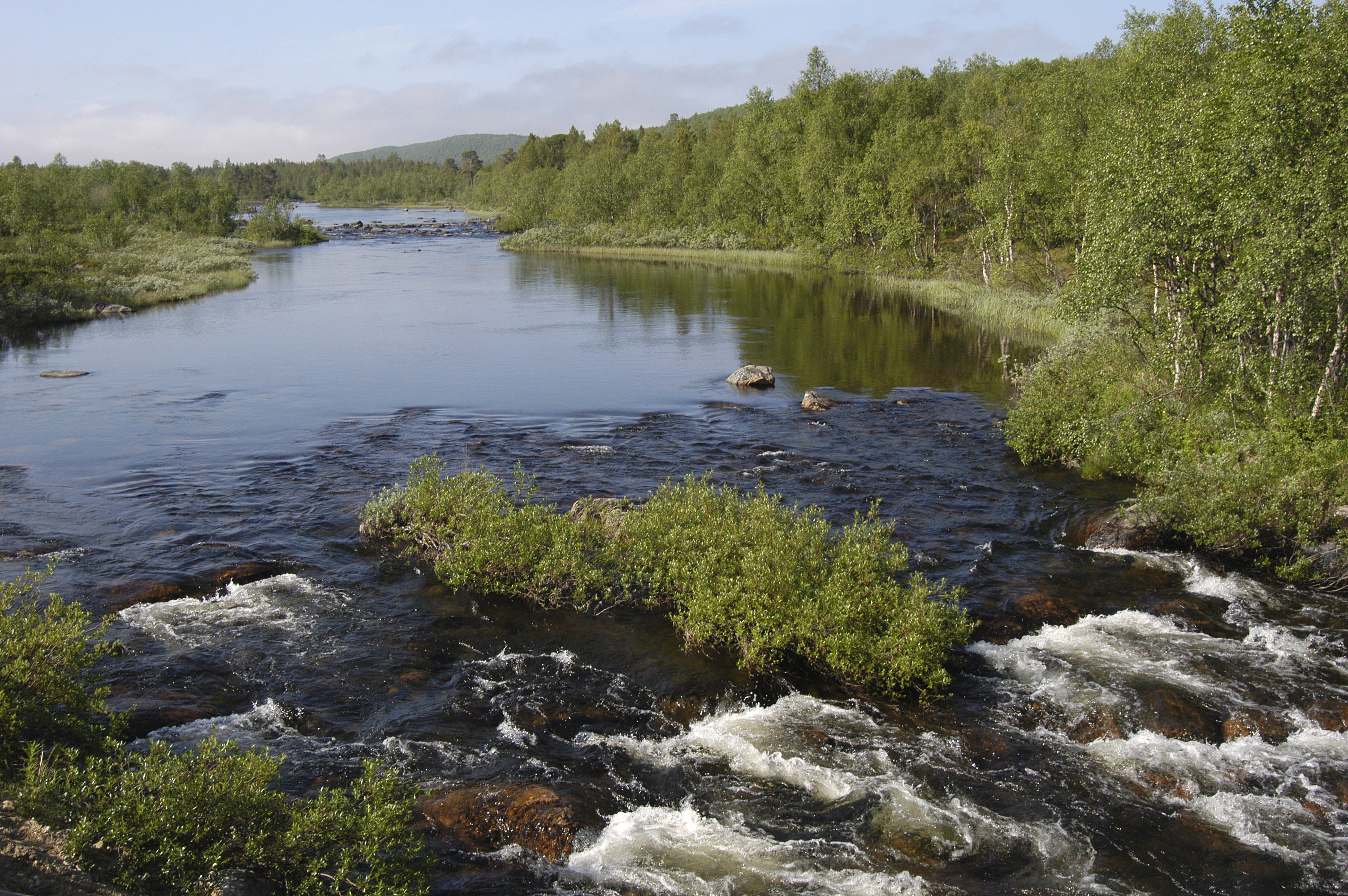
Forsnacke i Enare.

En forsnacke är den del av en å, älv eller annat vattendrag där en fors eller ett mindre vattenfall har sin början.
Forsnackar är populära platser för fiske och har historiskt även använts som vadställen.